# Sadam Ramasanowitsch Magomedow
Sadam Ramasanowitsch Magomedow (russisch Садам Рамазанович Магомедов; englisch Sadam Magomedov; * 17. Februar 1992) ist ein russischer Boxer im Schwergewicht.

## Erfolge
Er gewann 2014 das Tammer Turnier in Finnland und erreichte den dritten Platz bei den Russischen Meisterschaften. Er schied dabei im Halbfinale gegen den amtierenden Europameister Alexei Jegorow aus.
Bei den Europaspielen 2015 in Baku gewann er eine Bronzemedaille. Er schied im Halbfinale gegen Abdulqədir Abdullayev aus. Im November 2015 gewann er zudem die Russischen Meisterschaften in Samara. Er schlug dabei im Finalkampf den Europameister von 2013, Alexei Jegorow. 2016 und 2017 gewann er erneut die Russische Meisterschaft im Schwergewicht.